# Jazz in Film
Jazz in Film — студийный альбом американского джазового трубача Теренса Бланчарда. Альбом был выпущен 2 марта 1999 года лейблом Sony Records.

## История
Альбом задумывался как портрет джаза в истории кино, как способ проследить эволюцию джазовой партитуры с конца 1940-х годов до наших дней, и в него вошли очень влиятельные темы из таких классических фильмов, как «Анатомия убийства», «Таксист» и легендарного нуара «Человек с золотой рукой». Бланчард выделил немного места для себя, вернувшись к одной из своих композиций, написанных для фильма Спайка Ли «Толкачи».
Теренс Бланчард написал четыре партитуры к фильмам в качестве избранного джазового композитора Спайка Ли, но в основном он использует чужие работы на этом диске, представляющем собой сборник из девяти тем к фильмам. В альбоме представлены все звёзды, включая саксофониста-ветерана Джо Хендерсона и пианиста Кенни Киркланда, а также струнный оркестр в аранжировке Бланчарда.
Бланчард избирательно использует струнные, и он ловко использует своих исполнителей для создания определённого настроения в каждом треке. Например, Киркланд использует низкие ноты, чтобы создать напряжённое настроение в «Anatomy of a Murder» Дюка Эллингтона. Тенор Джо Хендерсона звучит на этом диске более проникновенно, чем на его собственных недавних записях. Дональд Харрисон на трёх треках имеет особое взаимодействие с Бланчардом, а альтист исполняет прекрасное соло в композиции Куинси Джонса «The Pawnbroker». Среди других композиций — меланхоличная тема Джерри Голдсмита из «Чайнатауна», мрачная мелодия Андре Превина «The Subterraneans» и романтичная «Taxi Driver» Бернарда Херрманна. Композиции Алекса Норта «A Streetcar Named Desire» и Эллингтоновская «Degas' Racing World» (написанная для фильма, который так и не был выпущен) проникнуты сентиментальностью. Элегантную коллекцию завершают «Man With The Golden Arm» Элмера Бернстайна и «Clockers» Бланшара.

## Отзывы
| Оценки критиков           | Оценки критиков |
| Источник                  | Оценка          |
| ------------------------- | --------------- |
| Allmusic                  | [ 3 ]           |
| The Penguin Guide to Jazz | [ 4 ]           |
| Том Халл                  | A−              |

Эд Копп из сетевого издания All About Jazz заявил: «Если вас привлекает джаз, вызывающий в памяти поздние ночи, тёмные углы и сверкающие городские пейзажи, то Jazz In Film — обязательное приобретение. Это самая стильная коллекция внеурочного джаза, которую вы только можете услышать. Музыка эмоциональна, сильно мелодична и прекрасно атмосферна».
Бен Рэтлифф из The New York Times отметил: «Jazz in Film (Sony Classical) — набор тем из фильмов, исполненных джазовыми музыкантами и оркестром; получившийся набор представляет собой почти идеальную смесь точного монтажа и импровизационного накала малых групп».
Пола Эдельштейн из AllMusic написала: «Теренс Бланчард исполняет классические партитуры к кинофильмам на экспрессивной джазовой трубе и с подходом к прямолинейному джазу на выпущенном Sony Classical в 1998 году альбоме Jazz In Film. Партитуры Дюка Эллингтона („Anatomy of a Murder“), Куинси Джонса („The Pawn Broker“) и Джерри Голдсмита („Chinatown“) погружаются в мир джаза и предстают перед нами в полном объёме с отпечатком Бланшара и красноречивым стилем, напоминающим Майлза Дэвиса середины 60-х годов. В сопровождении таких мастеров современного джаза, как Кенни Киркланд, Джо Хендерсон и Дональд Харрисон, сет отличается точностью и эмоциональным чутьём, которыми славится Бланчард. Его интерпретации партитуры Голдсмита из „Китайского квартала“ и „Таксиста“ Мартина Скорсезе остаются верными оригинальным композициям. Однако джазовое исполнение Бланчарда развивает и добавляет ещё одно измерение к психологическим потрясениям, которые вызывают эти темы. Его мастерское использование джазового ансамбля с оркестром для воплощения музыки таких великих композиторов, как Элмер Бернстайн („Человек с золотой рукой“), отличается зрелостью и превосходит по совершенству его предыдущие работы по созданию джазовой партитуры для фильма „Ив’с Байю“».

## Список треков
1. «A Streetcar Named Desire» (Алекс Норт) — 7:55
2. «Chinatown» (Джерри Голдсмит) — 8:23
3. «The Subterraneans» (Андре Превин) — 9:08
4. «Anatomy of a Murder» (Дюк Эллингтон) — 8:25
5. «The Pawnbroker» (Куинси Джонс) — 7:02
6. «Taxi Driver» (Бернард Херрман) — 7:12
7. «Degas' Racing World» (Эллингтон) — 7:57
8. «Man With the Golden Arm» (Элмер Бернстайн) — 4:13
9. «Clockers» (Теренса Бланчарда) — 8:01

## Чарты
| Чарт (1999)                              | Высшая позиция |
| ---------------------------------------- | -------------- |
| США (Traditional Jazz Albums, Billboard) | 10             |
| США (Billboard 200)                      | 28             |